# اطلاعات امنیت ملی
اطلاعات امنیت ملی کهبا عنوان مخفف NSI شناخته می شود، آژانس اصلی اطلاعات غیرنظامی در بنگلادش است. مقر NSI در سگونباگیچا، داکا بوده و در زمینه امنیت داخلی، مبارزه با تروریسم، ضد اطلاعات و اطلاعات خارجی فعالیت دارد NSI بزرگترین سازمان در میان آژانس های اطلاعاتی در بنگلادش است و سایر سازمان ها اداره کل اطلاعات نیروها (DGFI)، SB، CID، PBI و ادارات اطلاعاتی نیروهای مسلح و شبه نظامی هستند. این آژانس تحت اختیار مستقیم نخست وزیر بنگلادش فعالیت می کند.  